# Addy Valero
Addy Coromoto Valero Velandria (falecida em 22 de janeiro de 2020) foi uma política venezuelana que actuou como deputada na Assembleia Nacional.

## Carreira
Valero foi deputada da Acción Democrática pelo estado de Mérida entre 1986 e a sua morte em 2020. Ela destacou-se por continuar a cumprir o seu papel enquanto sofria de cancro e por rejeitar publicamente as ofertas de suborno do governo de Nicolás Maduro para apoiar as reivindicações de Luis Parra à presidência da Assembleia Nacional em troca de tratamento médico. O presidente interino, Juan Guaidó, relatou posteriormente que Valero também havia sido emboscada na sua casa pelas forças de Maduro na véspera da eleição para a Assembleia Nacional de 2020, tendo sido ameaçada e oferecido dinheiro e tratamento pelo seu voto para ir para Parra; ela respondeu "Eu posso morrer, mas a Venezuela não vai morrer pelo meu voto".

## Morte
Valero morreu de cancro cervical no dia 22 de janeiro de 2020, o qual foi diagnosticado em 2017. Guaidó disse numa mensagem: “Não terá sido em vão, Addy. As suas palavras sábias e o seu profundo respeito pelas pessoas é algo que não esqueceremos."